# درست‌مهرگان
درست‌مهرگان (انگلیسی: Holospondyli) نام یک کلاد از دوزیستان پوک‌مهره است که از کربونیفر اولیه تا پرمین پسین زندگی می‌کردند.